# Delta necunoscută
Delta necunoscută este un film românesc din 1963 regizat de Ion Bostan.